# Sous le masque d'amour
Pour plus de détails, voir Fiche technique et Distribution.
Sous le masque d'amour (The Riddle: Woman) est un film américain réalisé par Edward José, sorti en 1920.

## Synopsis
Alors qu'elle tentait de se suicider après une histoire d'amour malheureuse, Lilla Gravert est sauvée par Larz Olrik. Elle quitte alors le Danemark pour New York, où elle se marie avec son sauveur. Lors de leur cinquième anniversaire de mariage, Lilla rencontre Eric Helsingor, l'homme qui l'avait trahie. Helsingor lui demande de l'argent contre son silence et Lilla accepte. Lorsque Lilla et Larz adoptent un petit garçon sur les conseils de leur amie commune Kristine, Lilla découvre que l'enfante est en fait le fils de Kristine et Helsingor. Larz suspecte Helsingor de faire chanter Kristine, mais lorsque celui-ci est blessé lors d'une bagarre, Larz l'emmène chez lui pour qu'il guérisse. Helsingor y rencontre Marie Meyer, la fille d'un mentor de Lilla, et tente de la convaincre de fuir avec lui. Face à ces offenses répétées d'Helsingor, Lilla se bat avec lui, mais Kristine arrive et tire sur Helsingor avant de se suicider. Lilla insiste pour que Larz lise les lettres du maître chanteur, mais il les jette dans la cheminée. 

## Fiche technique
- Titre original : The Riddle: Woman
- Titre français : Sous le masque d'amour
- Réalisation : Edward José
- Scénario : John B. Clymer, d'après la pièce The Riddle: Woman, adaptée par Charlotte E. Wells et Dorothy Donnelly de la pièce danoise de Carl Jacobi
- Photographie : Max Schneider
- Effets spéciaux : Stewart B. Moss
- Société de production : Associated Exhibitors
- Société de distribution : Pathé Exchange
- Pays d’origine :  États-Unis
- Langue originale : anglais
- Format : noir et blanc — 35 mm — 1,37:1 — Film muet
- Genre : drame
- Durée : 60 minutes
- Dates de sortie :  États-Unis : 3 octobre 1920 ;  France : 3 février 1922
- Licence : domaine public

## Distribution
- Geraldine Farrar : Lilla Gravert
- Montagu Love : Larz Olrik
- Adele Blood : Kristine
- William P. Carleton : Eric Helsingor
- Frank Losee : Sigurd Gravert
- Madge Bellamy : Marie Meyer
- Louis Stern : Isaac Meyer
- Philippe De Lacy